# چانگان پی‌اس‌ای
چانگان پی‌اس‌ای (انگلیسی: Changan PSA) شرکت خودروسازی چینی است، که در سال ۲۰۱۱ تأسیس شد.